# Ondskabens hotel (film)
Ondskabens hotel er en film af Stanley Kubrick fra 1980 baseret på Stephen Kings roman af samme navn.

## Handling
Jack Torrance er en tidligere alkoholiker og uddannet lærer, der mangler penge og ro til at skrive sit teaterstykke. Derfor tager han jobbet som vinteropsynsmand på bjerghotellet Overlook. Med sig bringer han sin kone Wendy og sønnen Danny på 6 år.
Overlook har en ret broget og voldelig historie, hvilket Danny finder ud af på grund af hans evne til at "skinne", en form for telepati.
En gammel historie fortæller at der engang boede en familie, hvor faderen også skulle være opsynsmand en vinter. Han blev sindssyg og terroriserede sin familie, to tvillingedøtre og hans kone, og disse går igen i flere scener i filmen.
Hotellet, der til en vis grad er levende eller besat, har brug for Dannys evner og kræfter og prøver derfor at besætte ham. Danny kæmper dog imod denne besættelse, og hotellet vender sig derfor mod Jack.
Dette viser sig at være en del nemmere på grund af Jacks alkoholproblem og opfarende temperament. Jack bliver snart offer for hotellets indflydelse og begynder at terrorisere sin familie. En kamp udspiller sig mellem hotellet, personificeret af Jack, på den ene side og Danny på den anden side.
Et kendt citat er hvor Jack Torrance bryder igennem badeværelsesdøren med en brandøkse, mens han råber "Here's Johnny".

## Medvirkende
- Jack Nicholson – Jack Torrance
- Shelley Duvall – Wendy Torrance
- Danny Lloyd – Danny Torrance (Jack og Wendys søn)
- Scatman Crothers – Dick Hallorann (Overlook Hotels chefkok)
- Barry Nelson – Stuart Ullman (Overlook Hotels direktør)
- Philip Stone – Delbert Grady
- Joe Turkel – Lloyd (bartender)

## Taglines
- A Masterpiece Of Modern Horror
- The tide of terror that swept America IS HERE
- All work and no play make Jack a dull boy...
- Stanley Kubrick's epic nightmare of horror
- The Horror is driving him crazy
- He Came As The Caretaker, But This Hotel Had Its Own Guardians – Who'd Been There A Long Time
- Some places are just like humans, some shine and some don't

## Trivia
- Timberline Lodge ved Mount Hood i Oregon udgør det ydre af Overlook Hotel, mens det indre er lavet i studie i London. I bogen er værelse 217 hjemsøgt, men Timberlines direktion bad om ikke at bruge dette nummer[kilde mangler], så det blev i stedet det ikke-eksisterende værelse 237.
- Danny Lloyd, der spiller drengen Danny, var 6-7 år, da filmen blev indspillet, og indspilningerne blev tilrettelagt, så han ikke opdagede, at det var en gyser, han spillede med i[kilde mangler].
- En dokumentarfilm om indspilningen af Ondskabens hotel blev lavet af Stanley Kubricks datter Vivian Kubrick.

## Eksterne Henvisninger
- Wikimedia Commons har flere filer relateret til Ondskabens hotel (film)
- Ondskabens hotel på Internet Movie Database (engelsk)
- Ondskabens hotel på Filmdatabasen
- Ondskabens hotel på Scope
- Ondskabens hotel i Svensk Filmdatabas (svensk)
- Ondskabens hotel på AlloCiné (fransk)
- Ondskabens hotel på MovieMeter (nederlandsk)
- Ondskabens hotel på AllMovie (engelsk)
- Ondskabens hotel hos American Film Institute (engelsk)
- Ondskabens hotel hos British Film Institute (engelsk)
- Ondskabens hotels profil hos Encyclopædia Britannica Online (engelsk)